# 11247 Wilburwright
11247 Wilburwright eller 4280 T-3 är en asteroid i huvudbältet som upptäcktes den 16 oktober 1977 av den nederländsk-amerikanske astronomen Tom Gehrels och det nederländska astronomparet Ingrid van Houten-Groeneveld och Cornelis Johannes van Houten vid Palomarobservatoriet. Den är uppkallad efter den amerikanske flygpionjären Wilbur Wright.
Asteroiden har en diameter på ungefär 10 kilometer.